# À jamais
À jamais è un film franco-portoghese del 2016 diretto da Benoît Jacquot.
Il film si basa sul romanzo Body art (The Body Artist) scritto da Don DeLillo e pubblicato nel 2001.